# Four à chaux Méralikan
Le four à chaux Méralikan est un four à chaux situé à Saint-Leu dans l'île de La Réunion, département d'outre-mer français dans le sud-ouest de l'océan Indien. Il est inscrit au titre des Monuments historiques depuis le 29 mars 1996,.

## Aux origines de la construction
L'usine fut la propriété de Monsieur Deltel, il est situé sur un vaste terrain appartenant à Monsieur Begue. 
Dans les années 1950 Raphaël Méralikan achète l'usine.
En 1953, Pierre Méralikan, son frère, lui rachète le four à chaux. Il le remet "en marche"  et, ce faisant, reprend  l'activité de la fabrication de chaux. Pierre a eu à cœur, sa vie durant, d'entretenir avec soin ce bâtiment qui fut inscrit au titre des Monuments Historiques en 1996. 
Pierre restera entrepreneur de cette usine jusqu'à 1994, cette usine fut la dernière à avoir été en activité. Elle se situe à Saint-Leu, sur la côte Ouest de l'île de la Réunion.

## L'histoire et l'origine de la chaux
La chaux remonte à bien loin, elle est à l'origine de beaucoup de constructions, elle a été utilisée depuis des siècles en Europe.
À La Réunion, au cours du XVIIe siècle, en 1664, un an après les premiers débarquements de quelques français et malgaches sur l'île, la Compagnie française des Indes orientales détient du roi de France le monopole des terres, elle met en place le fonctionnement de la chaux sur le territoire, la Réunion ne possédant pas de bâtiments en durs à l'époque. la chaux fut utilisée essentiellement pour le mortier, à recouvrir les morts à cause des épidémies.
Georges Tergemina écrit dans son livre intitulé "Les fours à chaux de la Réunion". "la chaux était le crayon à grand format de l'île à l'époque, elle servait entre autres à guérir les maux de ventre!...", déclare-t-il, pour signifier l'importance de la matière.
Fin du XIXe, début du XXe siècle, sous le Second Empire de Napoléon III, les usines de fours à chaux commencent à prendre de l'ampleur à La Réunion. La chaux va devenir avec le sucre une activité à part entière. Les établissements sucriers qui détiennent à l'époque le monopole sur la fabrication de la chaux vont l'abandonner pour laisser la place aux artisans. On l'appelle le chaufournier.
La chaux devient étroitement liée à l'évolution de l'île, elle devient au fur et à mesure un élément important pour la construction de bâtiments en dur. 
Elle alimente les grands travaux dans l'île tels que la construction du chemin de fer de La Réunion de 1872 à 1886. À Saint-Leu, des ponts vont être érigés: le pont des Colimaçons construit en moellons liés avec de la chaux de l'île obtenue par la calcination des coraux, le viaduc de la Petite Ravine, le Pont de la Grande-Ravine à Saint-Leu, le cimetière construit au XIIIe siècle délimité par son enceinte blanchie à la chaux, l'ancien entrepôt de maïs et de café (devenu l'Hôtel des postes). On note également la construction de nombreuses églises et de bâtiments administratifs.